# Jovem Pan News Florianópolis
Jovem Pan News Florianópolis é uma emissora de rádio brasileira com sede em Florianópolis, capital do estado de Santa Catarina. Opera na faixa FM, na frequência 103.3 MHz, originada da migração AM-FM e é afiliada à Jovem Pan News.

## História
Tudo começou com a Rádio Santa Catarina que foi fundada em 1962, pelo deputado Aroldo Carneiro de Carvalho, a emissora foi o ápice para a continuação de sua carreira política, junto com ela, ele conta com mais duas emissoras a Rádio Canoinhas (emissora própria dele na cidade de Canoinhas e que usou a concessão de Florianópolis) e a Rádio Santa Catarina em Tubarão, no sul do estado. Apesar disso, as programações eram diferentes. Em 1970, quem assume a direção da emissora é Amilcar Cruz Lima, enquanto Aroldo cuidava de sua saúde e foi nesse ano que houvem mudanças na programação que mudou para um modo mais popular, cobrindo as notícias e o cotidiano local. O fundador acabou falecendo em 1979.
A rádio passou por várias adaptações, quando em 1990, a rádio começou a declinar e foi arrendada para seitas religiosas. Em 2004, a emissora passou a arrendar toda sua programação para a Rádio Deus é Amor e em 2011, a Rádio Santa Catarina fundiu sua programação com a FM 98.9 de Porto Belo (que arrendou a frequência também para rede nesse ano), já que ela chegava parcialmente a Grande Florianópolis.
Em 2014, solicitou a migração do AM para FM.
Depois que a ACAERT conseguiu que 99% das emissoras das cidades de Santa Catarina migrassem do AM pro dial convencional, Florianópolis estava entre elas. Em abril de 2021, as frequências foram divulgadas.
Em agosto, a primeira migrante AM-FM de Florianópolis foi autorizada para ir pro FM, na qual foi a Rádio Santa Catarina. No mesmo mês, as Organizações Cruz Lima decidiram se afiliar a Jovem Pan News na migração, já que possuíam a cô-irmã Jovem Pan FM.
A ideia já veio de alguns anos, segundo Daniel Xavier que é o diretor da emissora, "Não poderíamos colocar a Jovem Pan News no AM, pois enfrentaríamos limitações iguais as enfrentadas outras rádios em AM na Capital." Com isso a estreia foi definida para dia 7 de setembro, no feriado de independência, os testes começaram na manhã do dia 31 de agosto.
Com isso a estreia aconteceu às 0h do dia 7 de setembro, com uma apresentação local e a retransmissão da rede começou às 0h17. A emissora conta com um time renomado de jornalistas como: Sérgio Guimarães, Christian Delosantos, Emanuel Soares, Marcelo Lula e Marcos Cassettari. A emissora contará com 5 horas de programação local e será estendida ao longo do tempo.